# Смажене молоко
Смажене молоко (ісп. leche frita, лече фрита) — іспанський десерт з молока, загущеного борошном, а потім смаженого. При подачі покривається глазур'ю і посипається корицею.

## Історія
Місце походження страви точно не відомо. На винахід страви претендують кілька регіонів Іспанії, але загальноприйнято вважається, що воно виникло в Толедо, звідки поширилося по всій країні.

## Приготування
Оскільки десерт готувався в домашніх умовах, існує безліч варіацій його рецепту. Спільне в них те, що молоко повільно вариться з цукром і спеціями — паличкою кориці й іноді цедрою лимона. Далі це молоко змішується в мисці з борошном, цукром і яєчними жовтками. Суміш вариться на середньому вогні до загущення. Тісто розділяється на шматочки круглої, прямокутної або ромбічної форми. Шматочки умочують в яйце, покривають борошном та смажать. Перед подачею їх покривають глазур'ю та посипають корицею.